# مدرسة تعليم اللغة العربية
مدارس تعليم اللغة العربية هي مدارس لغة متخصصة في تدريس اللغة العربية كلغة أجنبية لمتحدثي لغات أخرى. وهناك أنواع مختلفة لمدارس تعليم اللغة العربية بناءً على مجال تركيزها والجمهور المستهدف وطرق التعليم والجو الثقافي والمقررات الاختيارية المتاحة.

## تعريف ونطاق
مدارس تعليم اللغة العربية هي تلك التي تتخصص في تدريس اللغة العربية فقط أو في المقام الأول، بخلاف مدارس اللغة العامة والتي توفر حصص دراسية للغة العربية وشهادات بالإضافة إلى حصص دراسية  للغات حية أخرى. ويعتبر هذان المركزان مركز الديوان والمركز المغربي للدراسات العربية أمثلة لتلك المدارس المتخصصة في تدريس اللغة العربية فقط. وكأمثلة للمدارس التي لايمكن أن يشار إليها على أنها "مدارس لتعليم اللغة العربية "هي المجلس الثقافي البريطاني و المركز الفرنسي للثقافة والتعاون وأمديست وغيرها من هيئات التبادل الثقافي في الدول العربية. وفي حين أن عدد المدارس المتخصصة في تدريس اللغة العربية ليس كبير جدا، إلا أنها ومع هذا التركيز أصبحت فعّآلة جداً في تدريس هذه اللغة التي يعتبرها الكثيرون صعبة مقارنة بلغات حية أخرى اليوم وتشترط فعالية هذه المدارس بكونها تقع في بلدان تكون لغتها الأم هي اللغة العربية مما يجعلها مثالية للأشخاص الذين يريدون ممارسة ما تعلموه في تجربة الحياة اليومية.

## الأصناف
تصنف المدارس التي تدرس اللغة العربية لمتحدثي لغات أخرى بناء على مايلي:

## الحجم والمستويات المطروحة
فبعض المدارس كبيرة بما يكفي لتوفير مناهج دراسية شبيهة بمناهج الدراسات العليا ونوعية التعليم، بينما هناك مدارس أخرى بدأت بتوفير حصص دراسية للغة العربية بمستويات المرحلة المتوسطة أو الثانوية.

## الربحية
- الأعمال التجارية ومدارس اللغة العربية الربحية.
- معظم مدارس اللغة العربية تندرج تحت هذه الفئة.
- مدارس اللغة العربية الخيرية والغير ربحية.
- غالبيتها من المنظمات الدينية الإسلامية.

## التخصص
- اللغة العربية الفصحى فقط.
- اللهجة فقط.
- دمج اللغة العربية الفصحى مع اللهجة.

توفر العديد من المدارس دورات جانبية لمواضيع ذات صلة مثل: الدورات الدينية الإسلامية المتعلقة باللغة مثل: تلاوة القرآن الكريم والخط العربي.